# Juncus planifolius
Juncus planifolius är en tågväxtart som beskrevs av Robert Brown. Juncus planifolius ingår i släktet tåg, och familjen tågväxter. Inga underarter finns listade i Catalogue of Life.

## Bildgalleri

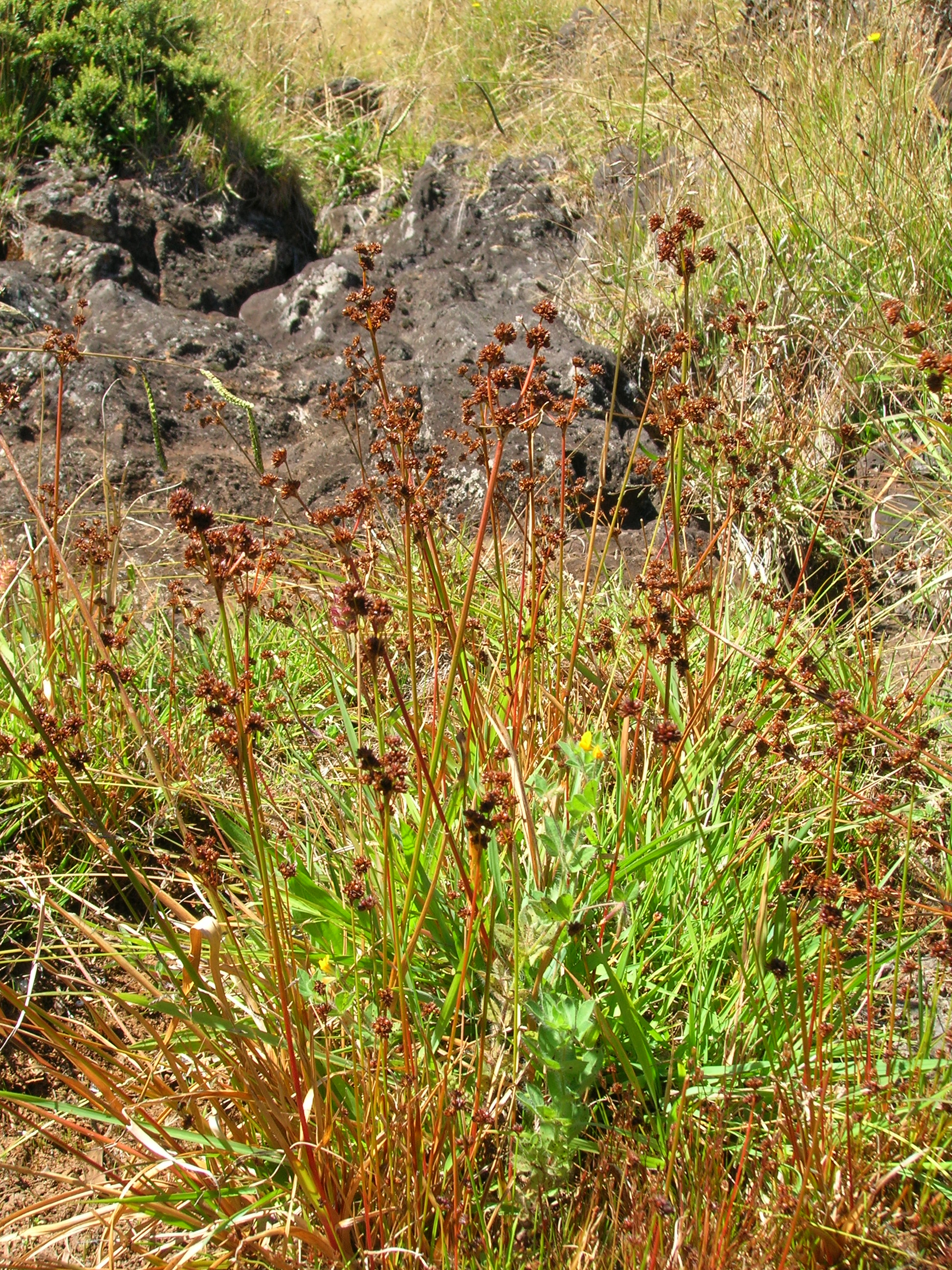
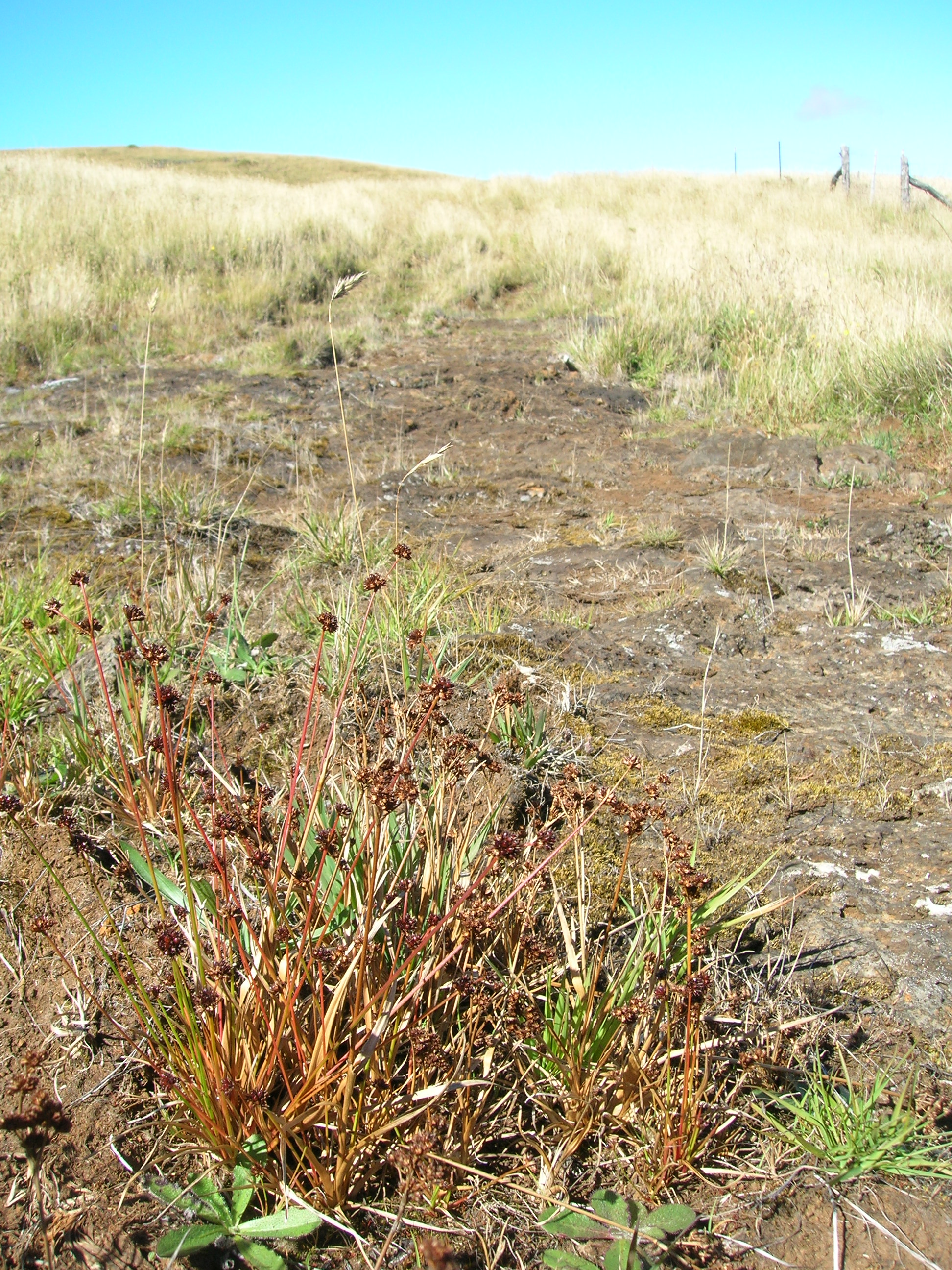
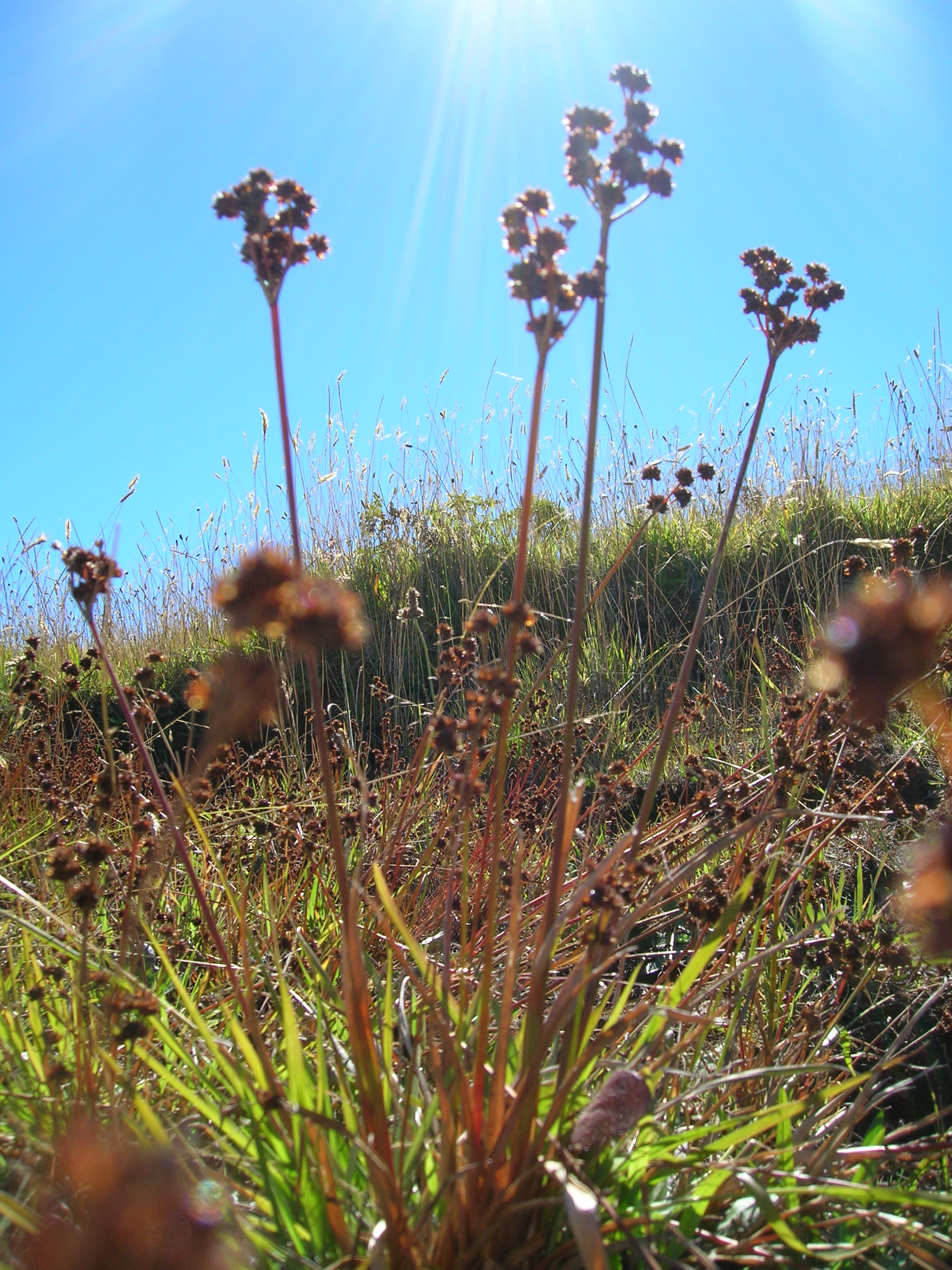
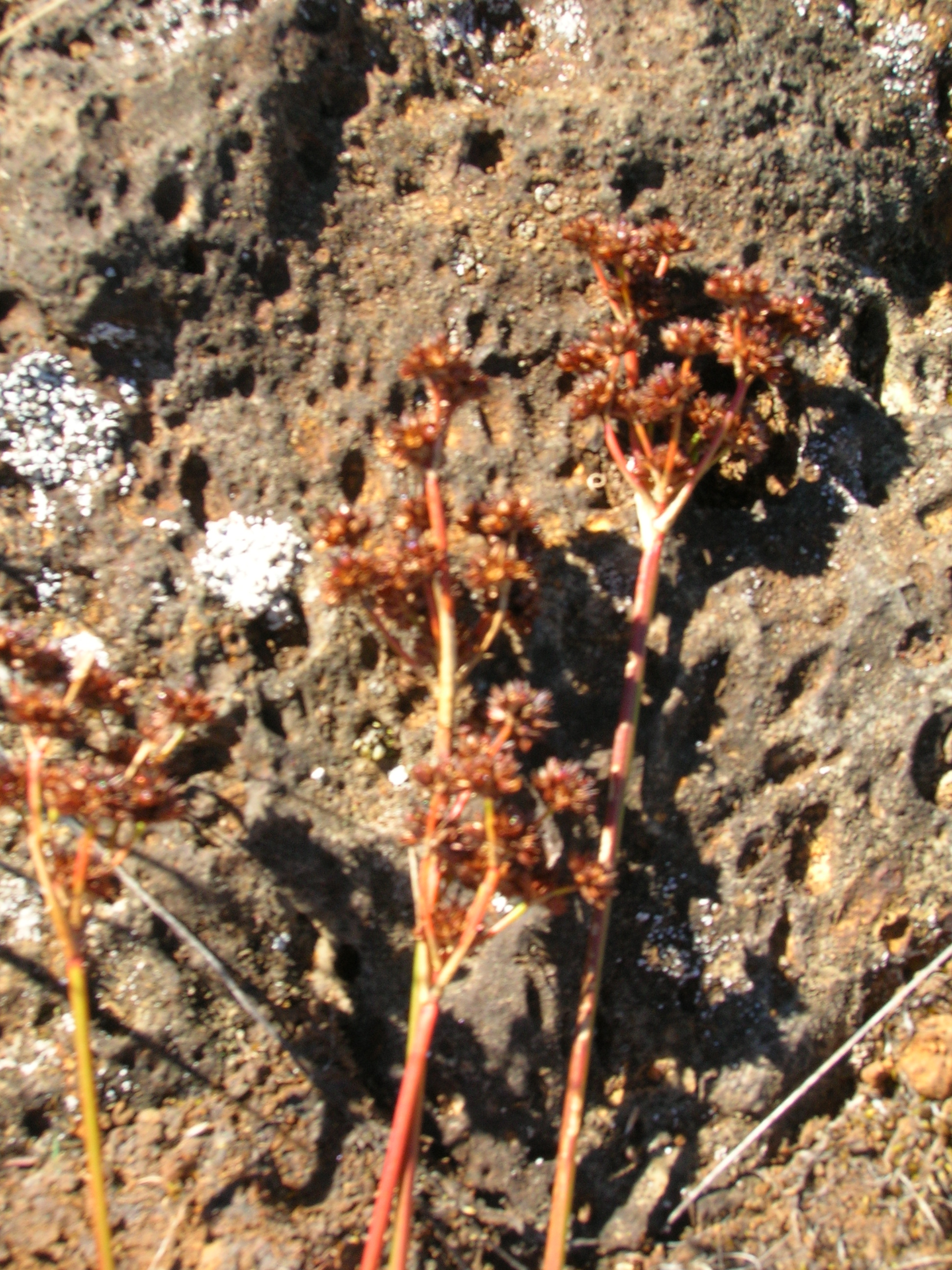
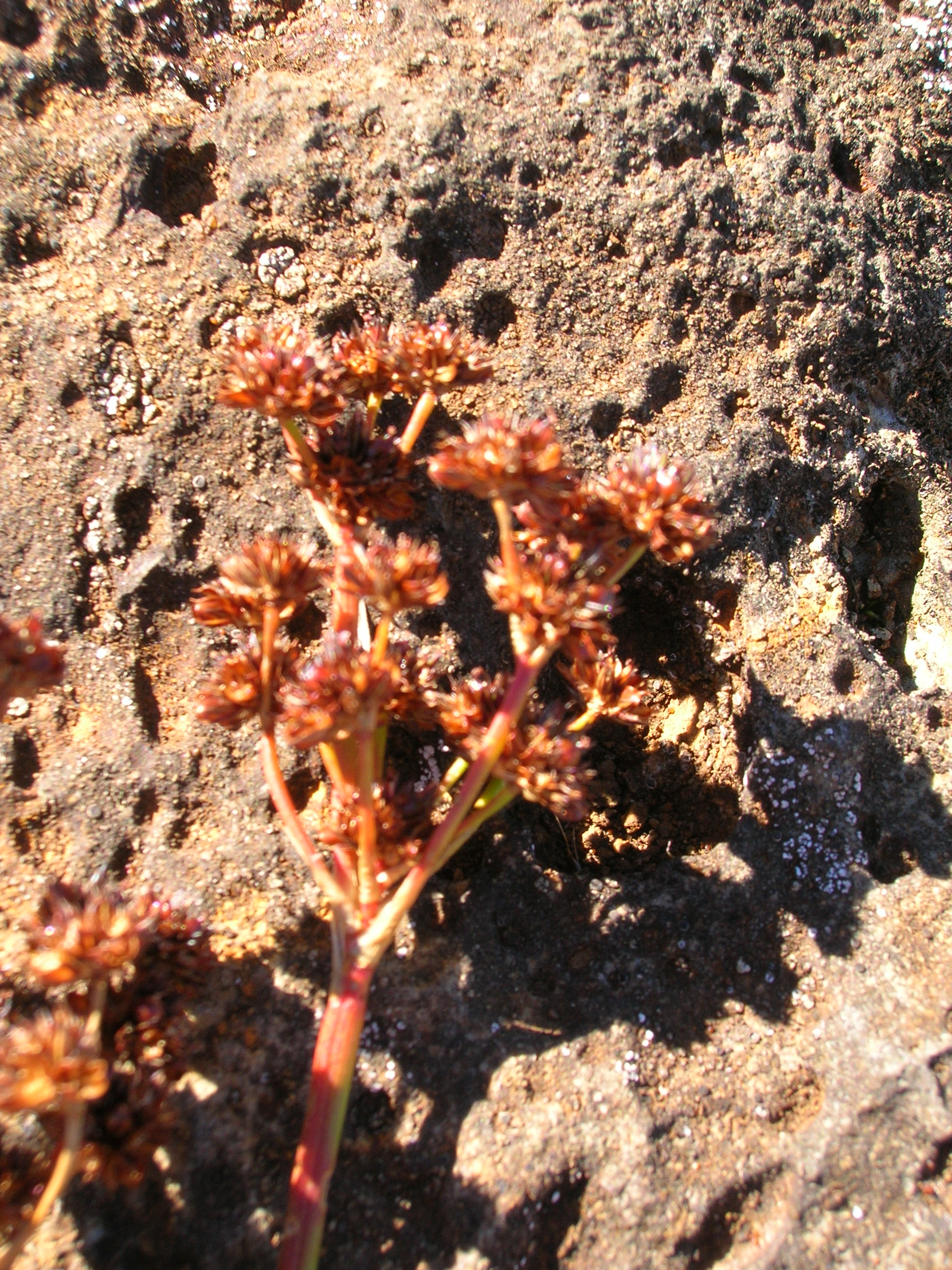